# Distribució d'Hermite
En teoria i estadística de probabilitats, la distribució d'Hermite, anomenada en honor a Charles Hermite, és una distribució de probabilitat discreta utilitzada per modelar dades de recompte amb més d'un paràmetre. Aquesta distribució és flexible pel que fa a la seva capacitat per permetre una sobredispersió moderada de les dades.
Els autors Kemp i Kemp l'han anomenat "distribució d'Hermite" pel fet que la seva funció de probabilitat i la funció generadora de moment es poden expressar en termes dels coeficients dels polinomis d'Hermite (modificats).

## Història
La distribució va aparèixer per primera vegada a l'article Applications of Mathematics to Medical Problems, d'Anderson Gray McKendrick el 1926. En aquest treball l'autor explica diversos mètodes matemàtics que es poden aplicar a la investigació mèdica. En un d'aquests mètodes va considerar la distribució bivariada de Poisson i va demostrar que la distribució de la suma de dues variables de Poisson correlacionades segueix una distribució que més tard es coneixeria com a distribució d'Hermite. Com a aplicació pràctica, McKendrick va considerar la distribució dels recomptes de bacteris als leucòcits. Utilitzant el mètode dels moments, va ajustar les dades amb la distribució d'Hermite i va trobar el model més satisfactori que ajustar-lo amb una distribució de Poisson.
La distribució va ser presentada i publicada formalment per CD Kemp i Adrienne W. Kemp el 1965 en el seu treball Some Properties of 'Hermite' Distribution. El treball se centra en les propietats d'aquesta distribució per exemple una condició necessària sobre els paràmetres i els seus estimadors de màxima versemblança (MLE), l'anàlisi de la funció generadora de probabilitats (PGF) i com es pot expressar en termes dels coeficients de (modificat) Polinomis d'Hermite. Un exemple que han utilitzat en aquesta publicació és la distribució dels recomptes de bacteris en leucòcits que van utilitzar McKendrick, però Kemp i Kemp estimen el model mitjançant el mètode de màxima probabilitat.
La distribució d'hermites és un cas especial de distribució de Poisson composta discreta amb només dos paràmetres.
Els mateixos autors van publicar el 1966 l'article An alternative Derivation of the Hermite Distribution. En aquest treball es va establir que la distribució d'Hermite es pot obtenir formalment combinant una distribució de Poisson amb una distribució normal.
El 1971, YC Patel va fer un estudi comparatiu de diversos procediments d'estimació per a la distribució d'Hermite en la seva tesi doctoral. Incloïa la màxima versemblança, els estimadors de moments, els estimadors de freqüència mitjana i zero i el mètode dels punts parells.
El 1974, Gupta i Jain van fer una investigació sobre una forma generalitzada de distribució d'Hermite.

## Definició

### Funció de massa de probabilitat
Siguin X1 i X₂ dues variables de Poisson independents amb els paràmetres a1 i a₂. La distribució de probabilitat de la variable aleatòria Y = X1 + 2X₂ és la distribució d'Hermite amb els paràmetres a1 i a₂ i la funció de massa de probabilitat ve donada per
{\displaystyle p_{n}=P(Y=n)=e^{-(a_{1}+a_{2})}\sum _{j=0}^{\lfloor n/2\rfloor }{\frac {a_{1}^{n-2j}a_{2}^{j}}{(n-2j)!j!}}}
on
- n = 0, 1, 2, . . .
- a 1, a ₂ ≥ 0.
- (n − 2 j)! i j! són els factorials de (n − 2 j) i j, respectivament.
- és la part entera de n /2.

La funció generadora de probabilitat de la massa de probabilitat és,
{\displaystyle G_{Y}(s)=\sum _{n=0}^{\infty }p_{n}s^{n}=\exp(a_{1}(s-1)+a_{2}(s^{2}-1))}